# Wisselligging
Wisselligging is het regelmatig (om de 2-4 uur) veranderen van de lichaamshouding van een ernstig zieke patiënt of iemand die geen druk kan voelen met als doel het voorkomen van decubitus (doorligwonden). 
Wisselligging kan door een patiënt zelfstandig worden toegepast, maar meestal is hierbij hulp nodig van derden (professionele hulpverlener, mantelzorger). Wisselligging is van oudsher de meest onbetwiste behandeling om (het erger worden van) decubitus te voorkomen. In gezondheidszorginstellingen wordt vaak met een wisselligginsschema gewerkt, waarbij de patiënt 2-4 uur, afhankelijk van de drukverlagende kwaliteit van het matras, op de rug, zij, rug, andere zij ligt. 
Afhankelijk van de toestand van de patiënt kan ook buikligging worden toegepast, maar dit is afhankelijk van ziekte-ernst en het bewustzijn van de patiënt. Onder omstandigheden met weinig toezicht is het aan te raden om buikligging uitsluitend toe te passen als de patiënt in staat is om zelfstandig terug te draaien.